# Boćarski klub Naklice
Boćarski klub Naklice je boćarski klub iz Naklica kod Omiša. Klupsko sjedište je na adresi Naklice bb, 21252 Tugare.

## Povijest
Izvori o nadnevku osnivanja nisu jednoznačni. Prema jednima osnovan je 1980., prema drugima 4. travnja 1984. godine, a prema trećima 6. studenoga 1986. godine. 
Prepoznatljiv je u domaćem i međunarodom boćarskom športu po velikom broju talentiranih mladih boćara poniklih u klubu. BK Naklice je jednu godinu nastupao i u Prvoj ligi. Otad je bio varirao od plasmana u prvu ligu, do pada u treću ligu. 
Boćarski klub Naklice natječe se u drugoj Hrvatskoj boćarskoj ligi, a najveći uspjeh kluba je sudjelovanje u prvoj Hrvatskoj boćarskoj ligi 2006. godine, nakon osvajanja druge Hrvatske boćarske lige. 
Još 2015. godine kao trećeligaši nisu imali trenera, a u cijeloj Dalmaciji samo dva trenera imaju licenciju za ovaj šport. Igrači su s kategorizacijama Hrvatskog olimpijskog odbora i najviše su naučili od svojih očeva.
Danas se BK Naklice natječu se u disciplinama volo i raffa. Članovi su II. HBL - Jug i 1. hrvatske raffa lige.
Najveći su uspjeh postigli 2019. godine stigavši do prvog mjesta u sklopu prve Hrvatske boćarske raffa lige te osvojili naslov momčadskog klupskog prvaka Hrvatske. Ušli su u ždrijeb boćarske Lige prvaka od 12 klubova - prvaka najbolje plasiranih država sukladno koeficijentu svjetske federacije (CBI), po kojem je Hrvatska šesta. Koeficijent se izračunava po rezultatima hrvatskih igrača na posljednjem europskom prvenstvu, a ovdje je to bilo EP u Austriji (Innsbruck). Ždrijeb kvalifikacija će se održati 31. ožujka 2020.

## Poznati igrači kroz povijest
- Dušan Apić
- Ivan Čorić, jednom prvak države, jednom treći, jednom sudionik priprema reprezentacije, sin Tihomira Čorića[3]
- Tihomir Čorić, prvak države 1991. godine, otac Ivana Čorića[3]
- Tomislav Novaković
- Mate Pavešković
- Damir Pirić, boćao i u splitskom prvoligašu Nadi, 2006. godine proglašen je najboljim sportašem u gradu Omišu, otac Duje Pirića[3]
- Duje Pirić, boća od 2009. godine, triput prvak države - jedanput sam, a dva puta u paru sa Stipom Pivčevićem, tri nastupa za reprezentaciju do 14 ( jedanput u Monaku i dva puta u Sloveniji), 2014. proglašen najperspektivnijim mladim športašem u Gradu Omišu; sin Damira Pirića, djed Ante je osnivač BK Naklica[3]
- Stipe Pivčević, triput prvak Hrvatske, dva puta doprvak, tri puta treći, hrvatski rekorder u preciznom izbijanju s 31 pogotkom iz 37 pokušaja, hrv. reprezentativac, 2013. godine najbolji kadet u Hrvatskoj, igrao boće i u splitskoj Nadi[3]
- Siniša Stipić
- Miro Velić
- Miljenko Vrkić
- don Marinko Jurišin, svestrani športaš[3]

## Vanjske poveznice
- Statut
- Hrvatski boćarski savez
- Facebook